# Fabio Petroni
Fabio Petroni (* 30. März 1972 in Rom) ist ein italienischer Poolbillardspieler. 

## Karriere
1993 wurde er erstmals italienischer Meister. Profi ist er seit 1998; das zugleich das wohl bisher erfolgreichsten Jahr seiner sportlichen Karriere war. Er belegte den zweiten Rang in der World Pool League und wurde Vizeeuropameister bei der EM 1998 im 9-Ball. Am Ende des Jahres vertrat er auch Europa beim Mosconi Cup 1998, seine bisher einzige Berufung ins europäische Mosconi-Cup Team. 1999 erreichte er im spanischen Alicante sein bestes Ergebnis bei einer 9-Ball-WM mit einem Platz im Viertelfinale. 2001 gewann er seinen ersten Titel auf der Euro-Tour in Hull. 2006 folgte der zweite – und bislang letzte – bei den Spain Open in Málaga. 2005 schaffte er es ins Viertelfinale der 8-Ball-WM – sein bislang bestes Ergebnis bei diesem Turnier. Bei der EM 2015 gewann er die Bronzemedaille im 10-Ball, nachdem er im Halbfinale gegen Francisco Díaz-Pizarro ausgeschieden war.
Petroni nahm bislang neunmal am World Cup of Pool teil, wobei er mit dem Partner Angelo Millauro 2006 das Viertelfinale erreichte. In den Jahren 2007, 2008, 2009, 2010, 2011, 2012 und 2013 war sein Partner Bruno Muratore, allerdings schied das Duo jeweils recht früh aus (2007 in der ersten Runde; 2008, 2009, 2010, 2011 und 2013 im Achtelfinale). Lediglich 2012 erreichte man das Viertelfinale, das aber gegen den späteren Finalisten Polen verloren wurde. 2014 bildete er mit Daniele Corrieri das italienische Team, das in der ersten Runde gegen die Franzosen Stephan Cohen und Alex Montpellier ausschied.
Petroni ist auch ein guter Trickshot-Spieler. 2003 und 2005 wurde er in Sunderland beziehungsweise Doncaster Zweiter bei der Trickshot-Weltmeisterschaft.
Sein Spitzname in der Billardszene ist Fabulous. 